# Bandera de la Unión Soviética
La bandera de la Unión Soviética fue la bandera nacional utilizada por dicho Estado desde su establecimiento en 1922 hasta su disolución en 1991.
A lo largo de su historia, el emblema tuvo diversas modificaciones, pero en general mantuvo la misma estructura desde su adopción, el 12 de noviembre de 1923. La bandera, en proporción 1:2, era completamente roja (color tradicional del socialismo y el comunismo) y en su cantón tenía en dorado el símbolo de la hoz y el martillo (símbolo que representa la unión entre trabajadores industriales y agrícolas) y sobre este una estrella roja con borde dorado.
La bandera tuvo gran importancia para los diversos movimientos políticos de carácter marxista alrededor del mundo y sirvió de inspiración para diversos emblemas, especialmente de países socialistas durante la época de la Guerra Fría. A su vez, las diversas banderas de las repúblicas que conformaban la URSS eran modificaciones de la bandera nacional.

## Historia

La exhibición vertical de la bandera soviética tal como apareció entre 1980 y 1991.

La bandera de la Unión Soviética fue adoptada por primera vez en diciembre de 1922 durante el I Congreso de los Sóviets de la Unión Soviética. Se llegó a la conclusión de que "el estandarte rojo del Partido se ha transformado en el símbolo del Estado, y alrededor de esa bandera se han agrupado los pueblos de las repúblicas soviéticas para unirse en un Estado: la Unión de Repúblicas Socialistas Soviéticas". El 30 de diciembre de 1922 el Congreso adoptó una Declaración de Acuerdo sobre el establecimiento de la URSS. El artículo 22 del Acuerdo afirma que "la URSS tiene una bandera, un escudo de armas y un sello estatal".
La Constitución soviética de 1924 describía la primera bandera, adoptada el 6 de julio de 1923 en la segunda sesión del Comité Ejecutivo Central de la URSS (CIK). El artículo 71 dice: "La bandera estatal de la Unión Soviética consiste de un campo rojo o escarlata con el escudo de armas del Estado". Se la diseñó con una proporción de 1:4, inusual en vexilología, y consistía en una bandera roja con el escudo de armas de la Unión Soviética en el centro. No obstante, nunca se fabricó esa bandera y fue oficial sólo durante 24 meses. El 12 de noviembre de 1923, la tercera sesión del CIK designó bandera oficial al más conocido diseño con la hoz y el martillo (☭).
En esa misma sesión del CIK se cambió la descripción constitucional de la bandera, y el artículo 71 pasó a decir: "La bandera estatal de la Unión de Repúblicas Socialistas Soviéticas consiste de un campo rojo o escarlata, y en el canto una hoz y martillo dorados, y sobre ellos una estrella de cinco puntas bordada en oro. La relación entre ancho y alto es 1:2". El anverso de la nueva bandera consistía en un fondo rojo con un martillo cruzado con una hoz y una estrella roja en la parte superior. El martillo simbolizaba a los trabajadores industriales de la nación, mientras que la hoz simbolizaba a los trabajadores agrícolas. La estrella roja simbolizaba a su vez el gobierno del Partido Comunista.
El 15 de agosto de 1980 se adoptó una leve modificación de la bandera, haciendo el reverso rojo sin hoz, martillo ni ninguna inscripción o decorado. Adicionalmente se cambió el color de la tela por un tono más brillante. Con la desarticulación de la URSS el 3 de diciembre de 1991, la bandera dejó de ser una bandera nacional.

Primera bandera no oficial de la Unión Soviética, levantada el 1 de julio de 1923 en la inauguración de la Feria de Nizhny Novgorod.
Prototipo de la primera bandera oficial de la Unión Soviética, aprobado por el I Congreso de los Sóviets y ratificado por el artículo 22 el 29 de diciembre de 1922. Fue publicado el 6 de julio de 1923 por la revista Ogoniok con la frase "Nuestra bandera roja", tuvo un estatus oficial aunque nunca se fabricó este diseño para los pabellones. Fue reemplazada el 12 de noviembre del mismo año.
1923 a 1924
1924 a 1936.
1936 a 1955.
1955 a 1980.
1980 a 1991.
Reverso de la bandera dispuesto el 15 de agosto de 1980.

## Estandarte de la Victoria

Bandera de la Unión Soviética ondeando al viento.

Punta de asta usada en la Unión Soviética.

El 15 de abril de 1996 el entonces presidente ruso Borís Yeltsin firmó un decreto presidencial elevando a la bandera soviética a un nivel similar a la nueva bandera de Rusia, con la diferencia de que esta versión no tendría la hoz y el martillo, sino sólo la estrella roja. Se dio en llamarlo Estandarte de la Victoria, conmemorando la famosa ocasión en que soldados del Ejército Rojo la hicieron ondear sobre el Reichstag el 1 de mayo de 1945. En algunas fechas conmemorativas se hace flamear al Estandarte de la Victoria junto con la bandera rusa. Durante el gobierno de Vladímir Putin se incluyó a la estrella roja en la bandera oficial del Ejército ruso.
En 2007 una ley federal de la Federación Rusa, firmada por Vladímir Putin, devolvió la hoz y el martillo a las copias del Estandarte de la Victoria, ya que estaban presentes en la bandera izada en el Reichstag. El artículo que describía el Símbolo de la Victoria sin la hoz y el martillo fue excluido de la Ley. Ahora los estandartes idénticos al Estandarte de Victoria se denominan copias en vez de símbolos. Llevan además una inscripción: "150 стр. ордена Кутузова II ст. идрицк. див. 79 С.К. 3У.А.1Б.Ф" (División 150.ª de rifles, Orden de Kutúzov de segunda clase, división de Idritsa, 79.º cuerpo de rifles, 3.er ejército de choque, 1.er frente bielorruso).

Estandarte de la Victoria entre 1996 y 2007.
Actual Estandarte de la Victoria.

## Otras banderas soviéticas

Bandera de la Fuerza Aérea Soviética
Bandera de la Armada Soviética (1924-1935)
Bandera de la Armada Soviética (1935-1991)
Bandera de proa (1924-1932)
Bandera de proa (1932-1991)
Bandera de la Guardia Costera
Bandera no oficial del Ejército Rojo

### Banderas de las repúblicas

Bandera de la RSS de Armenia
Reverso de la Bandera de la RSS de Armenia
Bandera de la RSS de Azerbaiyán
Reverso de la Bandera de la RSS de Azerbaiyán
Bandera de la RSS de Bielorrusia
Reverso de la Bandera de la RSS de Bielorrusia
Bandera de la RSS de Estonia
Reverso de la Bandera de la RSS de Estonia
Bandera de la RSS de Georgia
Reverso de la Bandera de la RSS de Georgia
Bandera de la RSS de Kazajistán
Reverso de la Bandera de la RSS de Kazajistán
Bandera de la RSS de Kirguistán
Reverso de la Bandera de la RSS de Kirguistán
Bandera de la RSS de Letonia
Reverso de la Bandera de la RSS de Letonia
Bandera de la RSS de Lituania
Reverso de la Bandera de la RSS de Lituania
Bandera de la RSS de Moldavia
Reverso de la Bandera de la RSS de Moldavia
Bandera de la RSFS de Rusia
Reverso de la Bandera de la RSFS de Rusia
Bandera de la RSS de Tayikistán
Reverso de la Bandera de la RSS de Tayikistán
Bandera de la RSS de Turkmenistán
Reverso de la Bandera de la RSS de Turkmenistán
Bandera de la RSS de Ucrania
Reverso de la Bandera de la RSS de Ucrania
Bandera de la RSS de Uzbekistán
Reverso de la Bandera de la RSS de Uzbekistán
Bandera de la RSS Carelo-Finesa (1940-1956)
Reverso de la Bandera de la RSS Carelo-Finesa (1940-1956)

## Influencia en otras banderas
La bandera de la Unión Soviética ha tenido una evidente influencia en banderas de otros Estados socialistas surgidos a posterioridad, o que recibieron influencia soviética. A continuación se mencionan a algunas de ellas:

Bandera de la República Popular de Tannu Tuvá (1926-1930)
Bandera de Albania (1944-1992)
Bandera de Angola (1975)
Bandera de Benín (1975-1990)
Bandera de la República Popular China (1949)
Bandera del Congo (1970-1991)
Bandera de Yugoslavia (1946-1991)
Bandera de Corea del Norte (1948)
Bandera de Vietnam (1955)
Bandera de la Kampuchea Democrática (1975-1979)
Bandera de la Unión de Rusia y Bielorrusia (1997)

También ha tenido influencia en las banderas de diversas organizaciones políticas de tendencia comunista o socialista en varias partes del mundo:

Frente Farabundo Martí para la Liberación Nacional (1980-act.)
Partido Guatemalteco del Trabajo (1949-1998)
Libertad y Refundación (2011-act.)
Partido del Trabajo (1990-act.)
Partido del Trabajo de Corea (1949-act.)
Partido Comunista del Perú - Sendero Luminoso (1980-1999)

## Reminiscencias

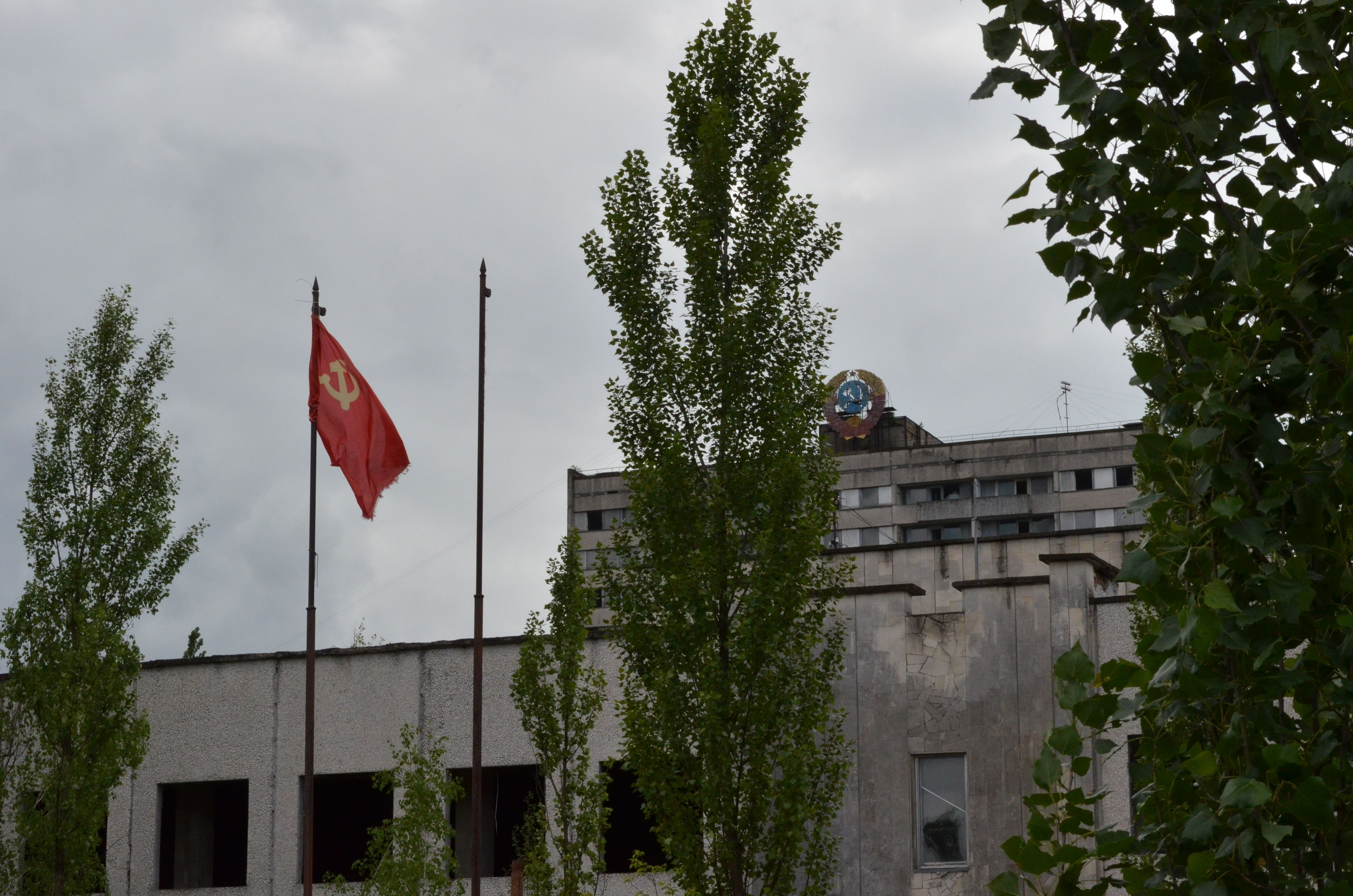
La bandera soviética aún izada en Pripiat (2014). En la parte trasera a la derecha se puede observar también el escudo soviético.

La bandera sigue izada en algunas localidades y ciudades de los países que conformaban la Unión Soviética. Una de las más importantes es Pripiat, en Ucrania, ciudad que debido al desastre nuclear de Chernobil, algunas banderas quedaron izadas en los edificios de la administración soviética, por lo que a pesar de la disolución soviética y la independencia ucraniana de 1991 los símbolos patrios del Estado socialista seguirán izadas hasta que bajen los niveles de radioactividad y la zona vuelva a ser habitable o apta para la presencia prolongada de seres humanos, algo que actualmente es imposible.